# 高桥镇 (长沙县)
高桥镇位于湖南省长沙县东北部，处长沙县与浏阳市二县交界处。地缘上，临镇镇北与金井镇、白沙乡接壤，东与浏阳市沙市镇为邻，南连路口镇，西与福临镇交界，总面积103平方公里，总人口28,970人（2000年人口普查）；全镇辖辖10个村、1个居委会；高桥镇政府荷塘社区。

## 历史
今高桥镇在1995年长沙地区撤区并乡镇之前属金井区高桥乡、范林乡地域，撤区并乡后二乡合并组建高桥镇。2004年村级区划调整，调整之前为22个村、2个社区，分别为桥里村、双凤村、百禄村、峡山村、螺岭村、虹桥村、中南村、高桥村、涧山岭村、白石源村、凤山村、涂冲村、松竹村、范林村、金桥村、岳龙村、兴隆村、耕庆村、洞里村、思公村、幸福村、万金村，河塘社区、茜草塘社区；区划调整后为10村、1社区。

## 区划
- 1个社区：荷塘社区；
- 10个村：高桥村、白石源村、凤山村、学仕桥村、百录村、合兴桥村、双龙村、金桥村、范林村和桐仁桥村。